# Laguna Suches
Die Laguna Suches (auch: Lago Suches) ist ein See an der Grenze zwischen den beiden südamerikanischen Anden-Ländern Bolivien und Peru, wobei etwa 90 Prozent der Fläche des Sees dem Territorium Boliviens zugeordnet werden. Das westliche Ufer des Sees gehört zur peruanischen Region Puno, das östliche Ufer zum bolivianischen Departamento La Paz.
Die Laguna Suches liegt auf einer Höhe von 4605 m umgeben von den Höhenrücken der Cordillera Apolobamba. Der See wird unter anderem durch die Flüsse Río Huaytire und Río Livicalane gespeist, er hat eine Ausdehnung von dreizehn Kilometern in der Länge und bis knapp zwei Kilometern in der Breite, die Gesamtfläche des Sees beträgt 14,2 km². Der Abfluss des Sees an seinem südwestlichen Ende speist den Río Suches, der eine Länge von 174 km hat und nahe der bolivianischen Stadt Escoma in den Titicaca-See mündet.